# Dance Moms
Dance Moms är en realityserie som sänds på tv-kanalen Lifetime. Programmet hade premiär 2011 och handlar om unga elitdansare i USA. I varje avsnitt blir flickorna tränade av dansinstruktören Abby Lee Miller.
Serien är en realityserie och Abby Lee Miller har bekräftat att det mesta är på riktigt, men att det ibland är klippt för att se annorlunda ut än vad det är.
I varje avsnitt ingår ett segment där deltagare blir rangordnade i en betygspyramid baserat på uppträdande. Deltagare med lägst betyg blir insatta i botten av pyramiden medan deltagare med högst betyg sätts in i pyramidtoppen. Maddie Ziegler har funnits på pyramidens topp flest gånger. Mammorna börjar ofta bråka under pyramiden och Mackenzie har sagt i en intervju att pyramiden egentligen tar flera timmar även om det bara visas ett par minuter av den.